# Thornenema lissum
Thornenema lissum är en rundmaskart. Thornenema lissum ingår i släktet Thornenema och familjen Dorylaimidae. Inga underarter finns listade i Catalogue of Life.